# Artibeus phaeotis
Artibeus phaeotis es una especie murciélago que pertenece a la familia Phyllostomidae. Es nativo del sur de México, América Central y el norte de Sudamérica.

## Distribución
Su área de distribución incluye Belice, Brasil, Colombia, Costa Rica, Ecuador, El Salvador, Guatemala, Guyana, Honduras, México, Nicaragua, Panamá, Perú, Venezuela.